# محوطه گان بند
محوطه گان بند در شهرستان رضوانشهر، بخش پره سر، ییلاق گان بند واقع شده و این اثر در تاریخ ۲۷ بهمن ۱۳۸۲ با شمارهٔ ثبت ۱۰۹۵۰ به‌عنوان یکی از آثار ملی ایران به ثبت رسیده است.